# Bångtjärnen, Jämtland
Bångtjärnen är en sjö i Åre kommun i Jämtland och ingår i Indalsälvens huvudavrinningsområde. Sjöns area är 0,063 kvadratkilometer och den är belägen 670 meter över havet.